# Jef Huygh
Henricus Joseph (Jef) Huygh (Reet, 29 maart 1885 – Antwerpen, 4 december 1946) was een Belgisch architect. Hij tekende ontwerpen voor religieuze gebouwen, scholen en woningen, vaak in art-decostijl, “Amsterdamse School” of in een zeer persoonlijke stijl die een mengsel was van historische vormgeving, plaatselijke traditie en eigentijdse bouwkundige neigingen. In zijn monumentale Sint-Laurentiuskerk aan de Markgravelei te Antwerpen (1932) combineerde hij de Neo-Byzantijnse stijl met art deco.

## Biografie

### Opleiding & loopbaan

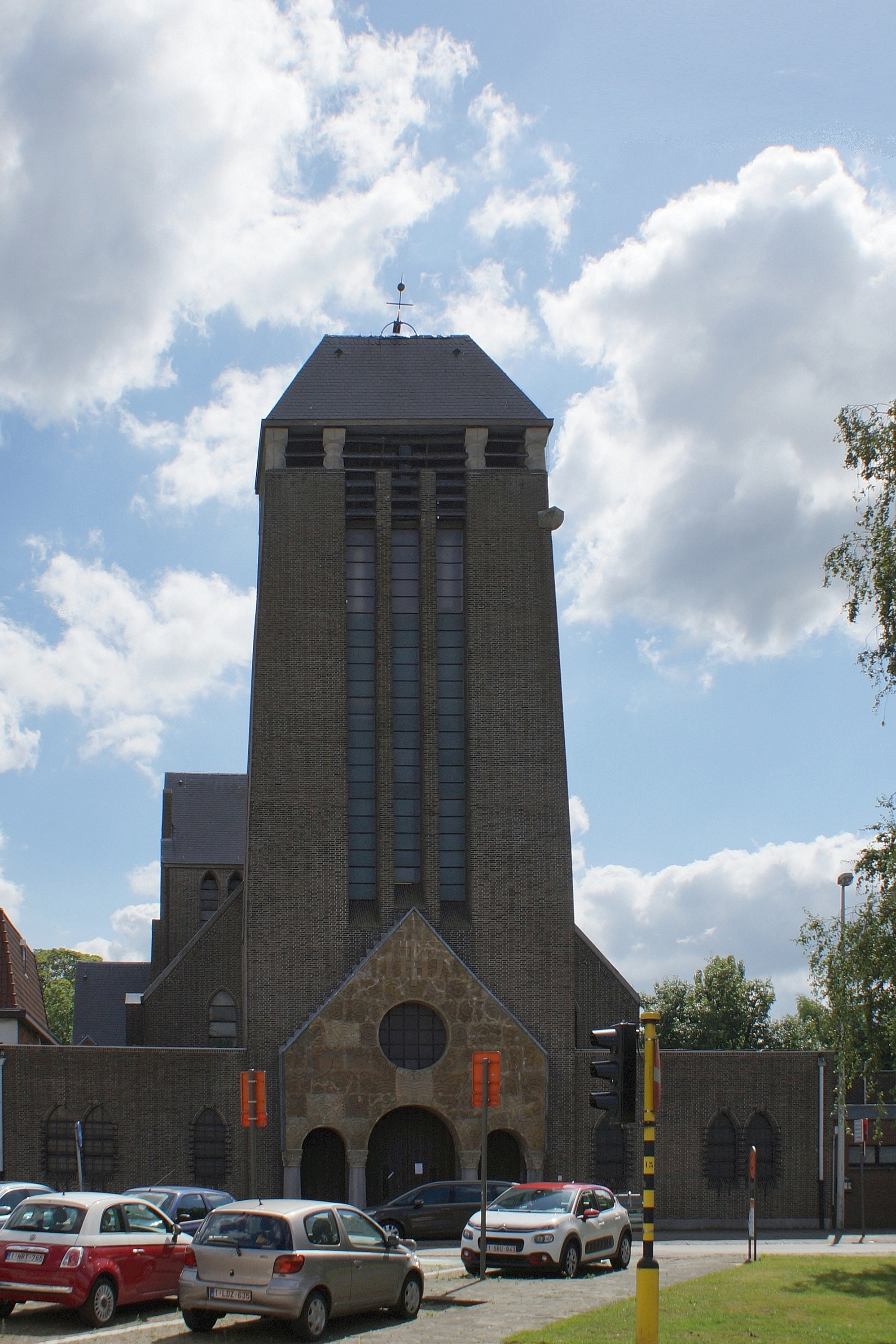
Sint-Jozefskerk te Deurne.

Jef Huygh werd geboren in 1885 te Reet als zoon van Jan Victor Huygh (1854-1925) en Maria Theresia Slachmuylders (1856-1910). Zijn vader, een ondernemer en timmerman, nam de 13-jarige Jef mee in zijn werkplaats aan de Kapelstraat, waar hij hem het beroep leerde.
Na in de avondschool te Boom tekenles te hebben gevolgd, begon Jef Huygh op 17-jarige leeftijd te werken als technisch tekenaar, vooreerst bij architect Wagemans en nadien bij architect Ernest Dieltiens te Antwerpen. Tegelijkertijd bleef hij -vanaf 1902 tot 1906- avondles “Architectuur” volgen aan de Koninklijke Academie voor Schone Kunsten van Antwerpen. Bij het beëindigen van deze studie met onderscheiding, wachtte hem een feestelijk onthaal in zijn geboortedorp. In 1911 was hij laureaat van de Prijs van Rome voor architectuur.
In de Eerste Wereldoorlog was hij sergeant bij het 14e linieregiment. Hij ontving de Overwinningsmedaille en de Herinneringsmedaille.
Na de Eerste Wereldoorlog associeerde Jef Huygh zich met architect Ernest Dieltiens en met diens zoon Maurice.
Een jaar na deze oorlog, op 23 september 1919, terwijl Jef Huygh in Borgerhout woonde, trad hij in het huwelijk met de elf jaar jongere Helena Boen (Antwerpen, 19 juni 1896 - Alken, 8 mei 1969). Uit dit huwelijk ontsproten acht kinderen. Een zoon, Herman Theophiel Anna Huygh (Borgerhout, 6 april 1923 - Wilrijk, 18 februari 1977) volgde vaders voorbeeld en werd eveneens architect.
Vanaf 1920 begon Jef Huygh een samenwerking met architect Flor Van Reeth, voor de inrichting van een tuinwijk Zuid-Australië in de omgeving van Lier.
Zelfstandig vanaf 1923, ontwikkelde hij woningen, appartementen, kerken en scholen, die -op enkele uitzonderingen na- alle gelegen waren in het oosten of in het centrum van Antwerpen.
Alhoewel hij herhaaldelijk de art-decostijl toepaste, slaagde hij er niettemin in, om een eigen architecturale stijl te ontwikkelen waar -in de tendenzen van de jaren 1920 en 1930- een waaier van historische stijlen verweven was: Byzantijnse kunst, primitieve Italiaanse architectuur, regionale traditionele bouwkunst...

### Prijzen
In 1911 bekwam architect Huygh de Prijs van Rome en tijdens de reizen die hij zich als gevolg van dit succes kon veroorloven, betoonde hij veel interesse voor de primitieve christelijke architectuur in Italië. Tevens verbleef hij lange tijd in het zuiden van Spanje.

### Functies
Huygh was stagebegeleider van architect Walter Van den Broeck.
In 1921 werd Huygh aangesteld als professor “Architectuur” aan de Koninklijke Academie te Antwerpen. Hij gaf er onder meer les aan Renaat Braem en Joseph de Lange, en bleef aan de academie professor tot aan zijn overlijden in 1946.

### Vereniging “De Pelgrim”
Jef Huygh was een aanhanger van de beweging De Pelgrim die in 1924 in het Begijnhof van Lier door Felix Timmermans, Flor Van Reeth en Ernest Van der Hallen gesticht was, onder meer met als doel : een heropleving van het katholicisme door middel van de kunst.
Deze beweging werd gesteund door verscheidene andere Vlaamse personaliteiten zoals Marie-Elisabeth Belpaire, Paul Joostens en Gerard Walschap. Ze was gebaseerd op het initiatief Arts & Crafts van de Engelsman John Ruskin.

### Woonplaats
Vanaf 1924 tot aan zijn dood in 1946 leefde Jef Huygh samen met zijn echtgenote en kinderen in zijn woning genaamd Lianahal aan de Boekenberglei 176 te Deurne (Antwerpen).

### Tentoonstellingen
Samen met Maurice Dieltiens en Flor Van Reeth stelde Huygh tentoon in Parijs, in het Belgisch Paviljoen van de Wereldtentoonstelling van 1925.

## Werken

### Kerken

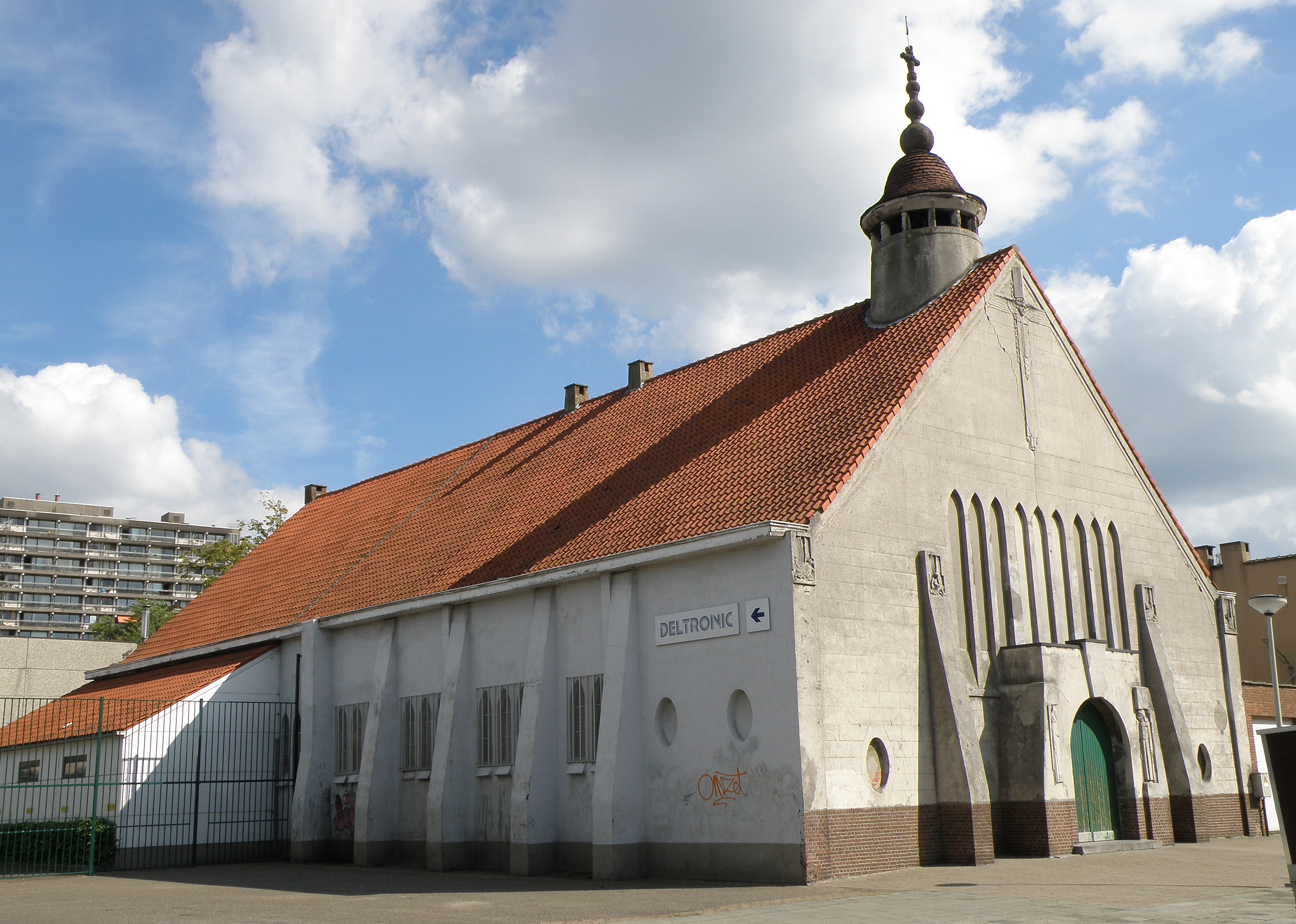
Kerkgebouw: “Onze-Lieve-Vrouw van Altijddurende Bijstand” te Deurne, in 1924-1925 gebouwd door Jef Huygh.

- 1924-1925: De kerk van Onze-Lieve-Vrouw van Altijddurende Bijstand, gelegen te Deurne (Merksemsesteenweg), is een relatief klein gebouw bestaande uit een schip met acht traveeën en een koor met platte sluiting. De gecementeerde voorgevel is versierd met bas-reliëfs die de vier evangelisten voorstellen. Deze kerk wordt thans niet meer gebruikt voor religieuze diensten maar doet dienst als sportzaal ten behoeve van de naburige lagere school.

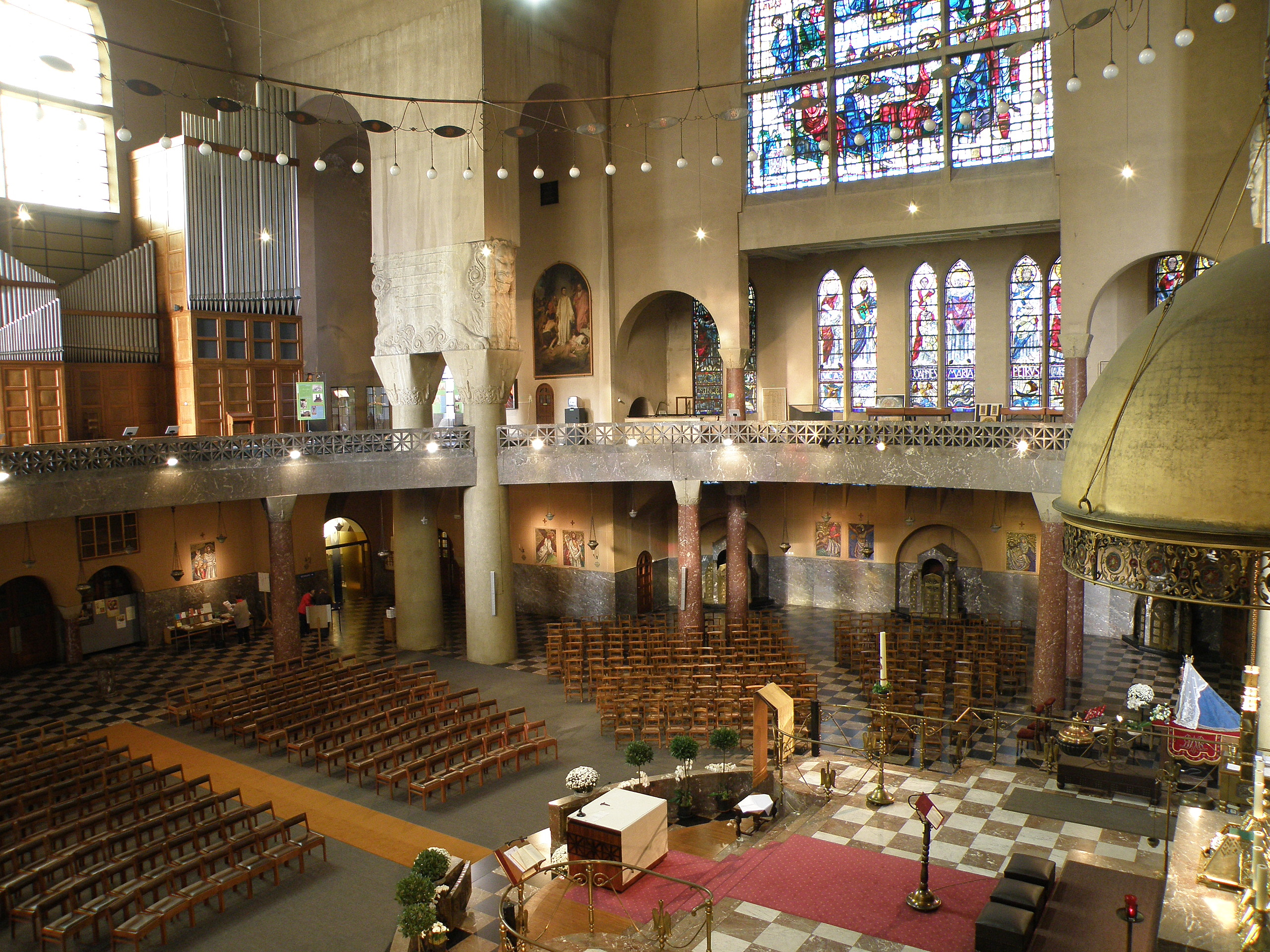
Interieur van de Sint-Laurentiuskerk te Antwerpen.

- 1932-1941: De monumentale Sint-Laurentiuskerk aan de hoek van de Van Schoonbekestraat met de Markgravelei te Antwerpen is ongetwijfeld Huygh’s absolute meesterwerk. Dit bakstenen gebouw in Neo-Byzantijnse stijl, op een onderbouw in ruwe natuursteen, is zeer bezienswaardig.

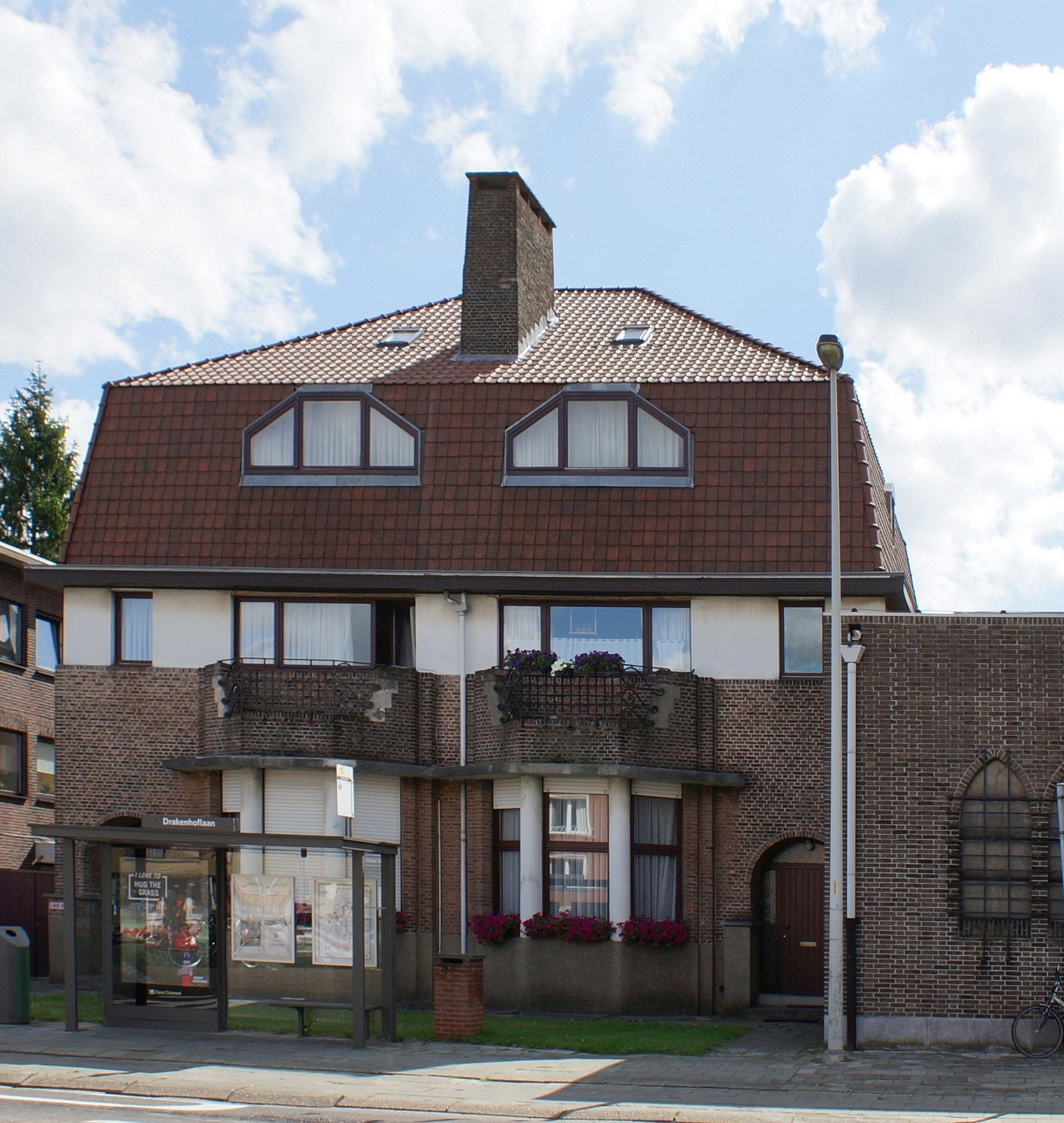
Burgershuis (links) en pastorie van de Sint-Jozefskerk (rechts) te Deurne.

- 1933-1936: De Sint-Jozefskerk aan de Boekenberglei 211 te Deurne is uiteindelijk een ontwerp van alleen Jef Huygh. Zij is geïnspireerd op de kerk van de Heilige Familie te Tilburg die enkele jaren vroeger gebouwd werd (in 1925) en inmiddels (in 1972) gesloopt werd.
- 1936-1939: De vrijstaande Sint-Jozefskerk aan de Kerkplaats te Gooreind (Wuustwezel) is opgetrokken in neo-gotische stijl en is erkend als bouwkundig erfgoed. Opvallend zijn de zware torenbasis en de merkwaardige vorm van het koor, omringd door bijgebouwen.

### Andere
- 1909: Bayt al-Andalus. Sint Hubertusstraat, Berchem (Antwerpen). Burgershuis gebouwd door Ernest Dieltiens, interieur geïnspireerd door het Alhambra in Granada, uitgemeten en nagebouwd door Huygh. In 1921 werd nog een ommuurde tuin toegevoegd: een hertekening van de binnentuin van het Generalife paleis.
- 1912: Bejaardentehuis “De Vaeren”, Eikenstraat 219, Reet (Rumst). Het oudste gedeelte (de zuidelijke vleugel) werd gebouwd door Huygh.
- 1913: Brouwershuis (Brouwerij De Weerdt), Koningin Astridplein, Reet (Rumst). Neo - Byzantijnse stijl.
- 1921-1923: Burgershuis “De Harp”, Van Breestraat 23, Antwerpen. Vroege art-decostijl. Wederopbouw naar ontwerp van Maurice Dieltiens en Jef Huygh.
- 1922: Burgerswoning “Lianahal”, Boekenberglei 176, Deurne. Neomoorse stijl, Wiener Sezession en Amsterdamse School. Eigen woning van architect Jef Huygh, door hem en zijn familie bewoond.
- 1922-1924: Psychiatrisch ziekenhuis en klooster: Bethaniënhuis. Handelslei 167, Zoersel.
- 1924: Gildehuis Sint-Rochus, Karel Govaertsstraat 53, Deurne. Gebouwd in vroeg-modernistische stijl.
- 1925: Burgershuis, Willem Geetsstraat 25, Mechelen. Art-decostijl.
- 1925-1926 & 1929: Sint-Gummaruskapel (Mechelen) en uitbreiding van de meisjesschool (Kerkhoflei 45-49) in samenwerking met S. Van Craen (Mechelen).
- 1927. Nottebohm Kliniek, Antwerpen, gebouwd door Jos Bascourt van 1899 tot 1900. Uitbreiding met een ziekenhuisvleugel door Huygh.
- 1927: Villa in art-decostijl. Ter Rivierenlaan 54, Deurne.
- 1928: Burgershuis “‘t Scild”, Hazelarenstraat 14, Antwerpen. Art deco met elementen van de jugendstil en de Amsterdamse School.
- 1929: Pastorie, Boekenberglei 207-209, Deurne. Grote woning in cottage- en art-decostijl.
- 1929-1930: Jezuïetencollege, Frankrijkei 91, Antwerpen. Inwendige verbouwingen van het neoclassicistische collegegebouw.
- 1929-1932: Sint-Lievenscollege, Kasteelpleinstraat 17-31, Antwerpen. Late art-decostijl. In samenwerking met Jan Smits en Flor Van Reeth.
- 1931: Appartementsgebouw, Pieter Jozef Nauwelaertsstraat 31-33, Antwerpen. Stijl: Nieuwe zakelijkheid.
- 1932: Magazijn Scheldedal, Stijfselrui 28-30, Antwerpen. Bouwstijl: modernisme.
- 1934: Vrijstaande villa, Gelmelstraat 81, Hoogstraten. Bouwstijl: modernisme, nieuwe zakelijkheid.
- 1935: Twee burgershuizen. De Sevillastraat 120-122, Deurne. Art-decostijl.
- 1935: Twee burgershuizen. Boekenberglei 170 en 186, Deurne. Art-decostijl.
- 1935-1936: Villa. Berkenlaan 29, Wilrijk. Art-decostijl.
- 1937-1938: Sint-Bartholomeüskerk (17-de eeuws), hoek van de Bredabaan en het Burgemeester Jozef Nolfplein te Merksem. Vergroting van het schip en het koor.

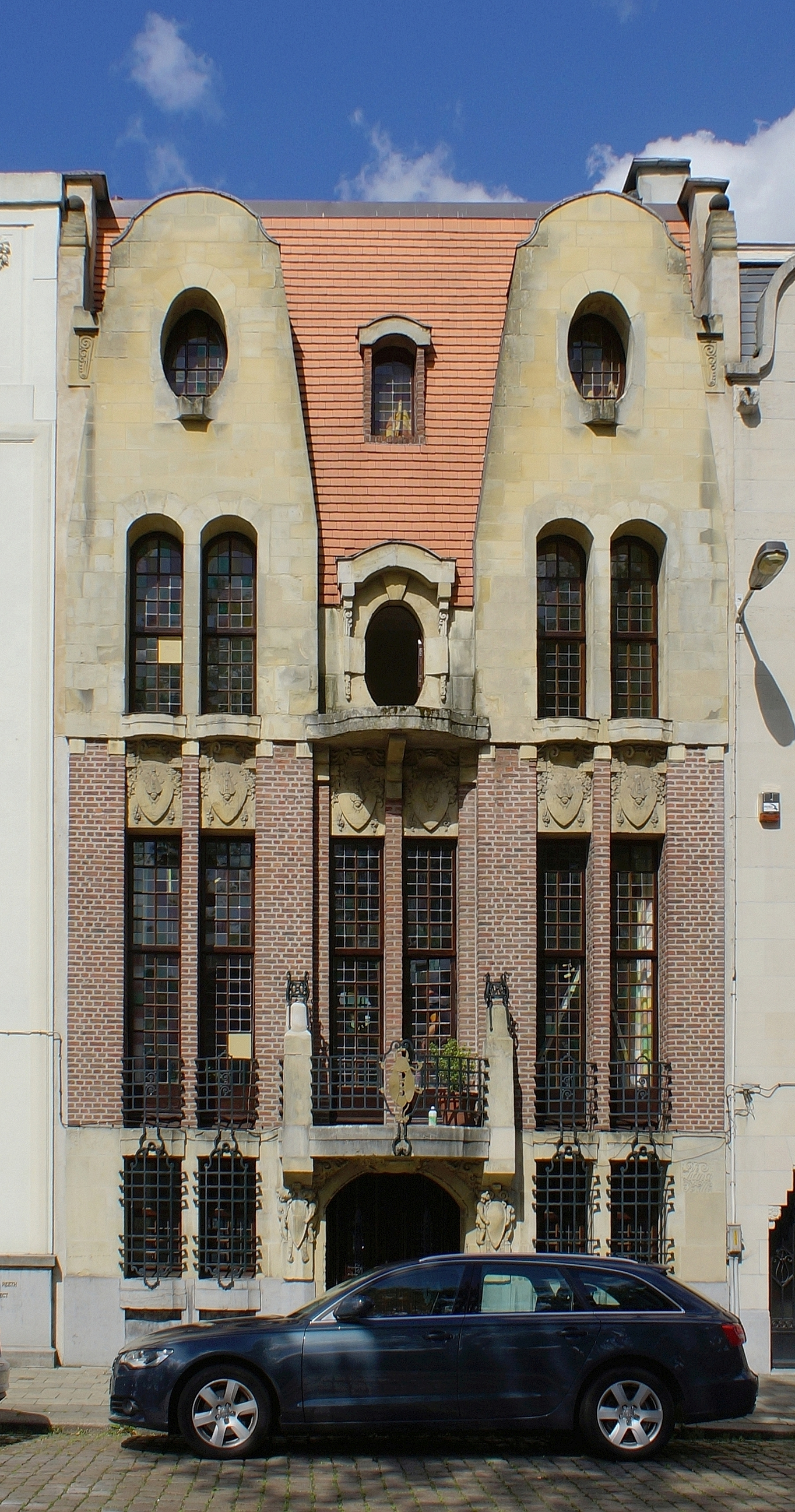
Huis "Lianahal", eigen woning van Jef Huygh.
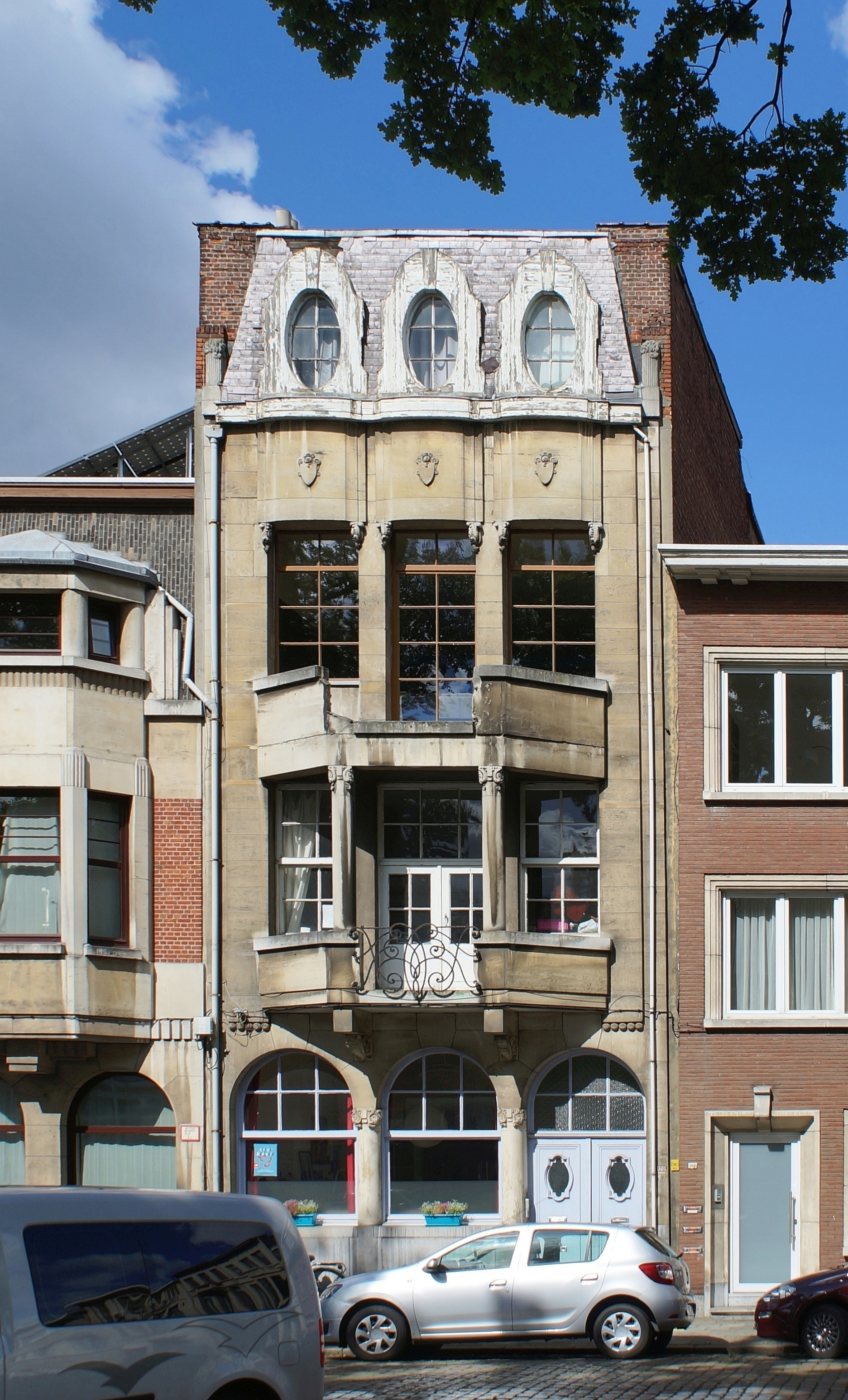
Burgershuis, Boekenberglei 170, Deurne.
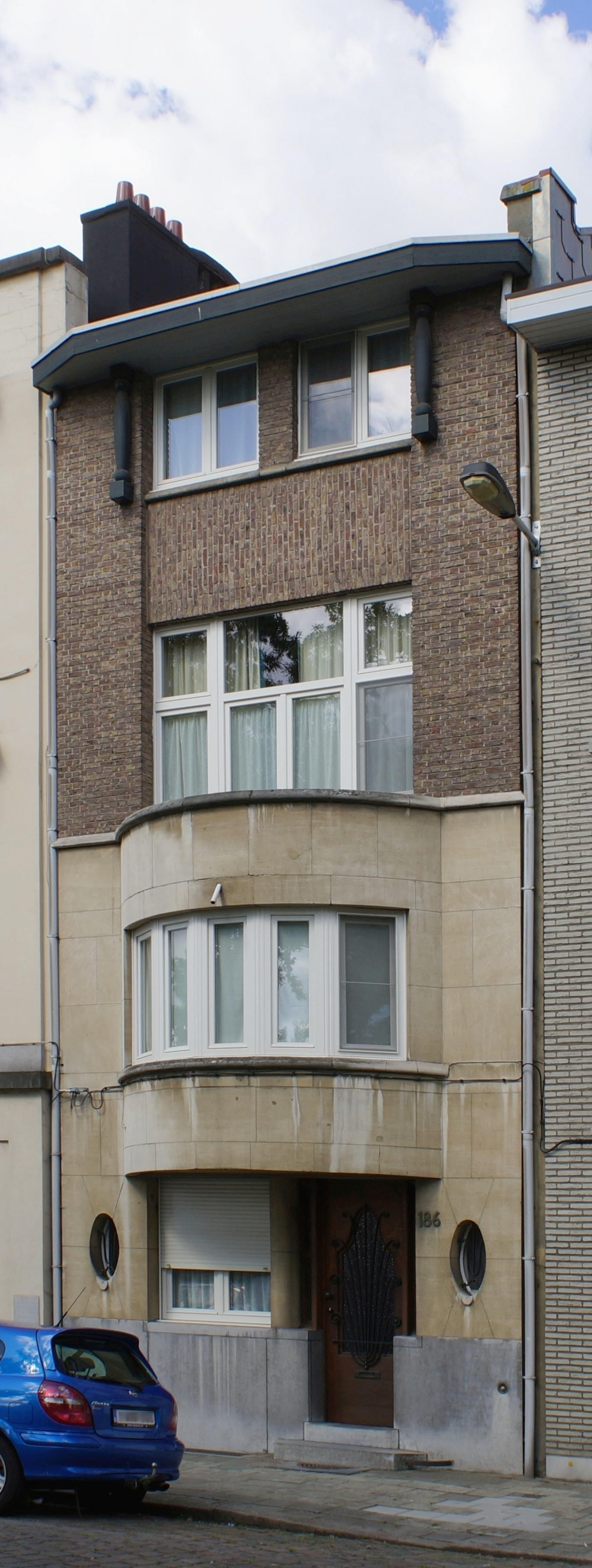
Burgershuis, Boekenberglei 186, Deurne.
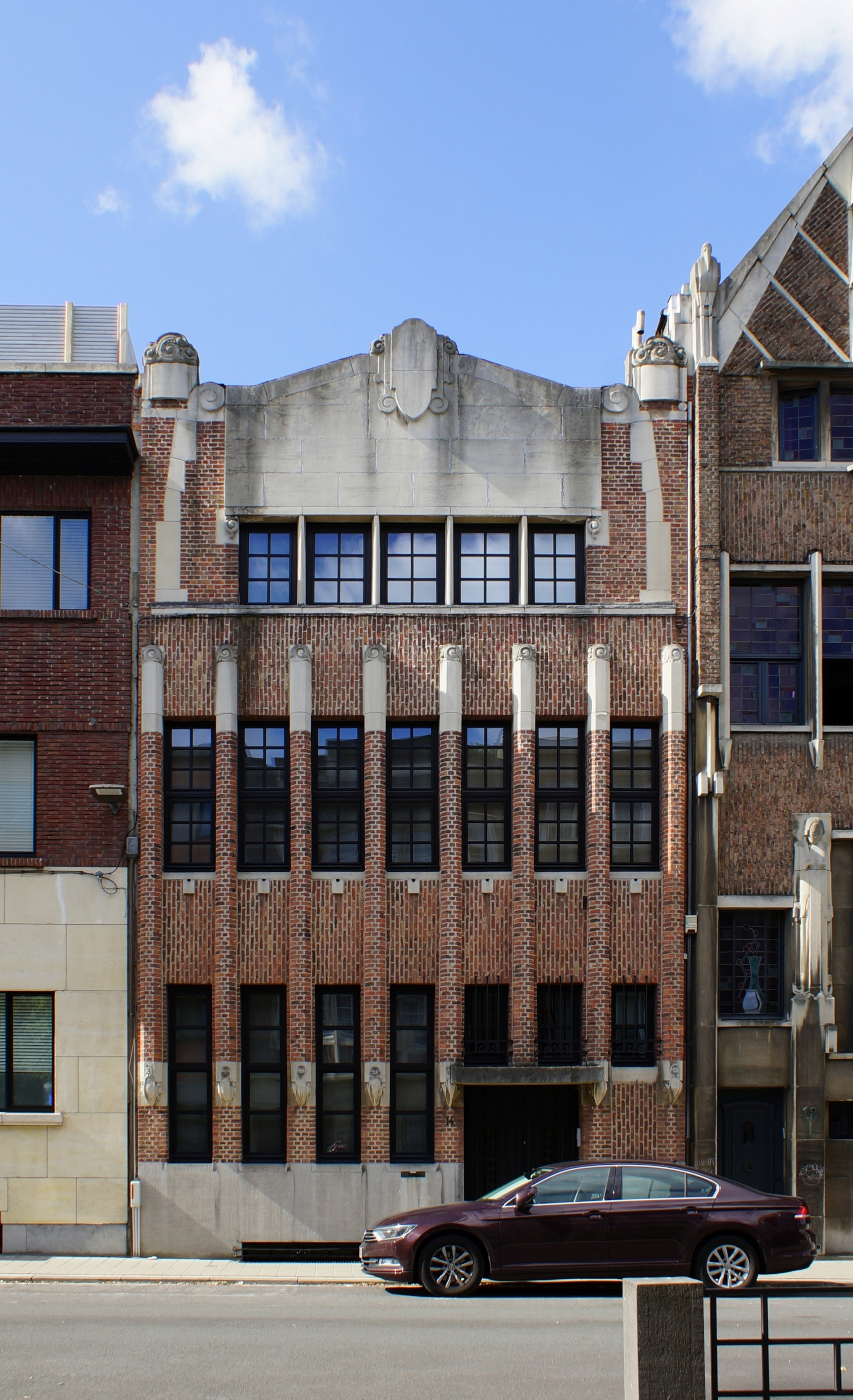
Huis "'t Scild", Hazelarenstraat 14, Antwerpen.